# 堀豊彦 (政治家)
堀 豊彦（ほり とよひこ、1862年12月1日（文久2年10月10日）- 1932年（昭和7年）7月10日）は、明治から昭和初期の実業家・政治家。衆議院議員。

## 経歴
播磨国揖東郡、のちの兵庫県揖東郡小宅村（揖保郡小宅村、龍野町、龍野市を経て現たつの市）で、農業・堀甚三郎の息子として生まれる。郷学で学び、その後、1878年（明治11年）大阪の儒学者・藤沢南岳に師事し漢文学を学んだ。
帰郷して、家業の農業に従事。自由党に加わり、その党勢拡大に尽力。1898年（明治31年）8月、第6回衆議院議員総選挙（兵庫県第8区、憲政党）で初当選。1904年（明治37年）2月、兵庫県会議員に選出され、1906年（明治39年）に再選されたが、実業界に専念するため1907年（明治40年）県議を辞職した。
実業界では、兄・謙治郎らと合資会社堀銀行を設立し業務担当社員に就任。龍野の醤油の振興のため兄・謙治郎、奥藤研蔵、清水市郎平らと龍野醤油を設立して専務取締役となる。また、特産の素麺の品質改良のため小麦粉製造同業組合同業組合を組織して組長に就任。揖保郡の地域振興のため地元有力者に働きかけて網干銀行（参考旧網干銀行本店）を設立して頭取を務めた。龍野電気鉄道（播電鉄道）社長となり、その後、新宮軽便鉄道社長も務めた。
地元の強い要請を受けて、1915年（大正4年）3月の第12回総選挙（兵庫県郡部、立憲政友会）で再選され、衆議院議員に通算2期在任した。この間、政友会協議員などを務めた。

## 国政選挙歴
- 第5回衆議院議員総選挙（兵庫県第8区、1898年3月、自由党）次点落選[10]
- 第6回衆議院議員総選挙（兵庫県第8区、1898年8月、憲政党）当選[10]
- 第12回衆議院議員総選挙（兵庫県郡部、1915年3月、立憲政友会）当選[11]
- 第13回衆議院議員総選挙（兵庫県郡部、1917年4月、立憲政友会）次点落選[12]

## 親族
- 兄 堀謙治郎（実業家）[7]